# Snøkjerringa
Die Snøkjerringa (norwegisch für Schneefrau) ist ein Hügel bzw. Nunatak im ostantarktischen Königin-Maud-Land. Er ragt 5 km nordnordwestlich des Snøkallen an der Ostseite des Ahlmannryggen auf.
Norwegische Kartografen, die den Hügel auch benannten, nahmen anhand von Luftaufnahmen und Vermessungen der Norwegisch-Britisch-Schwedischen Antarktisexpedition (1949–1952) eine Kartierung vor.